# Marpa Lotsāwa reçoit Milarépa, sous le regard de Dagméma
Marpa Lotsāwa reçoit Milarépa, sous le regard de Dagméma est une Thangka peinte au XVIIe siècle par Chöying Dorje,  un des artistes tibétains les plus novateurs de l'histoire du Tibet et 10e karmapa.

## Description
Cette peinture, un thangka sur coton peint aux pigments minéraux figure un paysage verdoyant et une grotte rocheuse ornée de fleurs sauvages de différentes couleurs. Marpa Lotsawa est au centre du tableau. Il porte une chemise intérieure blanche et des vêtements extérieurs bleus avec une ceinture, de couleur bleu clair. Enroulée autour de ses jambes, est figurée une cape de méditation, également de couleur bleu clair, laissant ses bottes noires à semelles blanches visibles à l'avant pressé l'une contre l'autre. Autour de son cou est figuré un mâlâ. Il a des cheveux courts et des boucles d'oreilles rondes foncées, peut-être en agate. Dans sa main droite levée, Marpa tient une corne de buffle noire remplie d'alcool fermenté. La main gauche est placée sur le genou gauche tandis que son regard semble être légèrement dirigé vers le haut.
A genoux sur le côté droit se trouve Dagméma, l'épouse de Marpa. Elle tient une grande tasse dans sa main droite et un récipient dans la main gauche accroché au côté du corps. Vêtue d'un vêtement supérieur vert, d'une robe inférieure multicolore, avec des fleurs dans les cheveux, elle s'agenouille, entourée d'offrandes qui semblent être disposées en préparation d'un festin de ganachakra (en) (tsogkor).
Sur le côté gauche se trouve Milarépa. Il tient une tasse à deux mains, porte de petites boucles d'oreilles bleues, un sac à dos, une marmite en argile noire à l'extérieur et de grandes bottes noirs. Un chien brun est allongé devant lui.
Entre Milarépa et Dagméma se trouvent divers animaux et offrandes. Pour les animaux il y a une chèvre, un coq, un poulet et un poisson. Il y a aussi des œufs, des légumes, deux grosses jarres et une grande offrande alimentaire rituelle appelée « balimta » en sanskrit (torma) ornée de nombreux boutons blancs.

## Provenance
- La peinture comporte une inscription en bas et à droite : "Cette image de Marpa le Traducteur dessinée par la main du révéré Choying Dorje a été donnée au fils de cœur Kuntu Zangpo." (tibétain : མར་པ་ལོ་ཙའི་སྐུ་བརྙན་འདི་རྗེ་བཙུན་ཆོས་དབྱིངས་རྡོ་རྗེའི་ཕག་བྲིས་ཐུགས་སྲས་ཀུན་ཏུ་བཟང་པོ་ལ་གནང་བྱིང་བརླབས་ཅན, Wylie : mar pa lo tsa'i sku brnyan 'di rje btsun chos dbyings rdo rje'i phag bris thugs sras kun tu bzang po la gnang bying brlabs can). Kuntu Zangpo (1610-1684) était le serviteur et secrétaire de Choying Dorje pendant la majeure partie de sa vie[1].

- Collection Ulrich et Heidi von Schroeder, acheté à Katmandou en 1998[2].

- Collection Tibet Museum - Fondation Alain Bordier à Gruyères (Fribourg), en Suisse, 2021.

## Exposition
- Images of Devotion. Including Masterpieces from the Collection of Ulrich von Schroeder, 29 novembre 2016[3]